# Israel van Dorsten
Israel van Dorsten (Hasselt, 31 januari 1994) is een Nederlands schrijver.

## Jeugd
Israel van Dorsten is het vierde van de negen kinderen van Gerrit Jan van Dorsten. Zijn vader was lid van de Verenigingskerk van Sun Myung Moon, maar was gaan geloven dat hij zelf de messias was. Zijn leven stond geheel in het teken van de strijd tegen 'het kwaad'. Hij praatte met honderden geesten van overleden mensen, waarvoor zijn vrouw, zijn oudste zoons en - na het overlijden van zijn vrouw - ook Israel als medium moesten optreden. Vanaf 2010 sloot hij zijn zes jongste kinderen af van de buitenwereld in een boerderij in Ruinerwold. Zij stonden niet ingeschreven bij de burgerlijke stand, gingen niet naar school en kwamen niet buiten het terrein van de boerderij. Zij leden onder fysiek en seksueel geweld en psychische mishandeling. De drie oudste kinderen hadden het huis al voor de verhuizing naar de boerderij verlaten.

## Ontsnapping
Israel van Dorsten beschrijft zijn jeugd achteraf als een collectieve psychose en zijn eigen toestand als een meervoudige persoonlijkheidsstoornis. Toen zijn vaders gezondheid achteruitging en hij via internet meer contact met de buitenwereld kreeg, liep de druk op. Hij trok verschillende keren vergeefs aan de bel bij de politie en andere instanties om hulp te zoeken. In oktober 2019 had hij voldoende moed verzameld om te ontsnappen. Hij stapte een café binnen en vertelde zijn verhaal aan de politie. Die viel de boerderij binnen en arresteerde Israels vader.
Gerrit Jan van Dorsten werd vervolgd voor vrijheidsberoving, mishandeling en seksueel misbruik maar uiteindelijk niet veroordeeld omdat hij deels verlamd en afatisch was als gevolg van een beroerte. Meubelmaker Josef, de klusjesman van het gezin en schakel met de buitenwereld, werd veroordeeld tot drie jaar cel wegens medeverantwoordelijkheid voor de jarenlange vrijheidsberoving. Om te ontkomen aan de overweldigende aandacht en sensatiezucht van de media, gaven de oudste vier kinderen het alleenrecht van publicatie aan Jessica Villerius. Zij maakte in 2021 de documentaire De kinderen van Ruinerwold.

## Schrijver
Israel van Dorsten studeerde een jaar aan de Dutch Filmers Academy en behaalde daar in oktober 2021 zijn propedeuse. In 2022 beschreef hij zijn worsteling om los te komen van de geloofsovertuiging van zijn vader in het boek Wij waren, ik ben. Weg uit Ruinerwold, dat vier weken op nummer één stond van De Bestseller 60. Hij studeert nu sociologie aan de Universiteit Utrecht en zet zich samen met de stichting Het Verdwenen Zelf in voor slachtoffers van psychisch geweld.

### Bestseller 60
| Boeken met noteringen in de Nederlandse Bestseller 60 | Jaar van verschijnen | Datum van binnenkomst | Hoogste positie | Aantal weken | Opmerkingen |
| ----------------------------------------------------- | -------------------- | --------------------- | --------------- | ------------ | ----------- |
| Wij waren, ik ben                                     | 2022                 | 19-10-2022            | 1 (4wk)         | 29           |             |